# De Fryske Marren
De Fryske Marren (niederländisch De Friese Meren) ist eine Gemeinde in der niederländischen Provinz Fryslân (niederländisch Friesland). Sie entstand am 1. Januar 2014 durch den Zusammenschluss der bisherigen Gemeinden Gaasterlân-Sleat, Lemsterland und Skarsterlân sowie durch die Aufnahme von Gebietsteilen der bisherigen Gemeinde Boarnsterhim. Die neue Gemeinde hat 52.234 Einwohner (Stand 1. Januar 2025).

## Orte der Gemeinde
Westfriesische Namensform in Klammern 
| - Akmarijp (Eagmaryp) - Bakhuizen (Bakhuzen) - Balk (Balk) - Bantega (Bantegea) - Boornzwaag (Boarnsweach) - Broek (De Broek) - Delfstrahuizen (Dolsterhuzen) - Dijken (Diken) - Doniaga (Dunegea) - Echten (Ychten) - Echtenerbrug (Ychtenbrêge) | - Eesterga (Jistergea) - Elahuizen (Ealahuzen) - Follega (Follegea) - Goingarijp (Goaiïngaryp) - Harich (Harich) - Haskerhorne (Haskerhoarne) - Idskenhuizen (Jiskenhuzen) - Joure (De Jouwer) - Kolderwolde (Kolderwâlde) - Langweer (Langwar) | - Legemeer (Legemar) - Lemmer (De Lemmer) - Mirns (Murns) - Nijehaske (Nijehaske) - Nijemirdum (Nijemardum) - Oldeouwer (Alde Ouwer) - Oosterzee (Eastersee) - Oudega (Aldegea) - Oudehaske (Aldehaske) - Oudemirdum (Aldemardum) | - Ouwster-Nijega (Ousternijegea) - Ouwsterhaule (Ousterhaule) - Rijs (Riis) - Rohel (Reahel) - Rotstergaast (Rotstergaast) - Rotsterhaule (Rotsterhaule) - Rottum (Rottum) - Ruigahuizen (Rûgehuzen) - Scharsterbrug (Skarsterbrêge) - Sint Nicolaasga (Sint-Nyk) | - Sintjohannesga (Sint-Jânsgea) - Sloten (Sleat) - Snikzwaag (Sniksweach) - Sondel (Sondel) - Terhorne (Terherne) - Terkaple (Terkaple) - Teroele (Teroele) - Tjerkgaast (Tsjerkgaast) - Vegelinsoord (Vegelinsoard) - Wijckel (Wikel) |

## Politik

### Sitzverteilung im Gemeinderat
Seit der Gemeindegründung wird der Rat von De Fryske Marren wie folgt geformt:
| FNP                           | 9  | 7  | 7  |
| CDA                           | 8  | 8  | 6  |
| VVD                           | 3  | 4  | 4  |
| Kleurrijk Fryske Marren       | –  | –  | 3  |
| PvdA                          | 4  | 4  | 3  |
| GroenLinks                    | 1  | 2  | 2  |
| Burgerpartij De Fryske Marren | –  | 1  | 2  |
| NCPN                          | 1  | 2  | 1  |
| D66                           | 2  | 2  | 1  |
| FvD                           | –  | –  | 1  |
| ChristenUnie                  | 2  | 1  | 1  |
| Nieuw Politiek Peil           | 1  | –  | –  |
| Gesamt                        | 31 | 31 | 31 |

### Bürgermeister
Seit dem 4. November 2024 ist Klaas Agricola (parteilos) kommissarischer Bürgermeister der Gemeinde. Zu seinem Kollegium zählen die Beigeordneten Frans Veltman (CDA), Johannes van der Pal (FNP), Jos Boerland (VVD), Janny Schouwerwou (CDA), Durk Durksz (FNP) sowie die Gemeindesekretärin Ditta Cazemier.

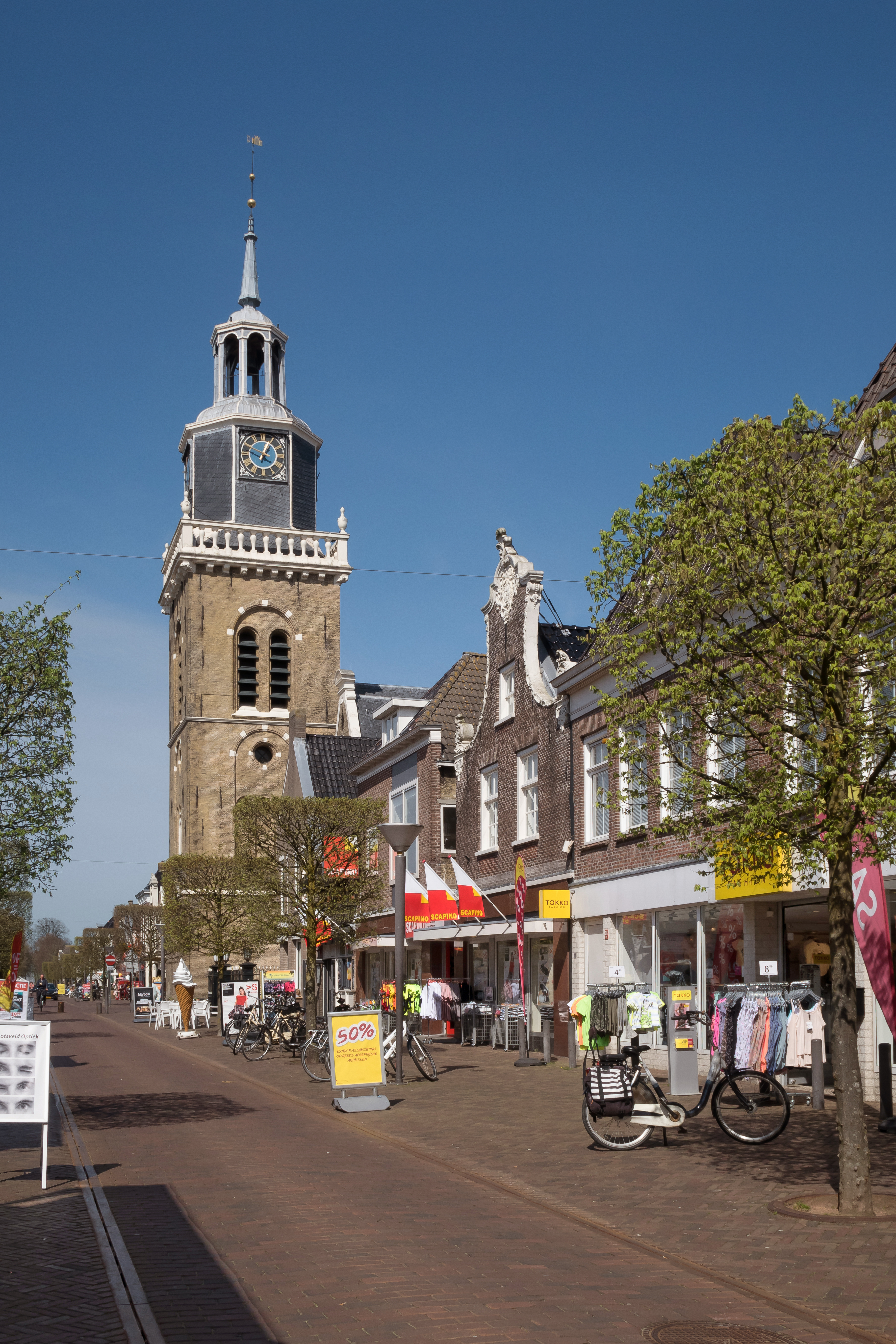
Joure, Kirchturm (de Hobbe van Baerdt Tsjerke Hervormde kerk)
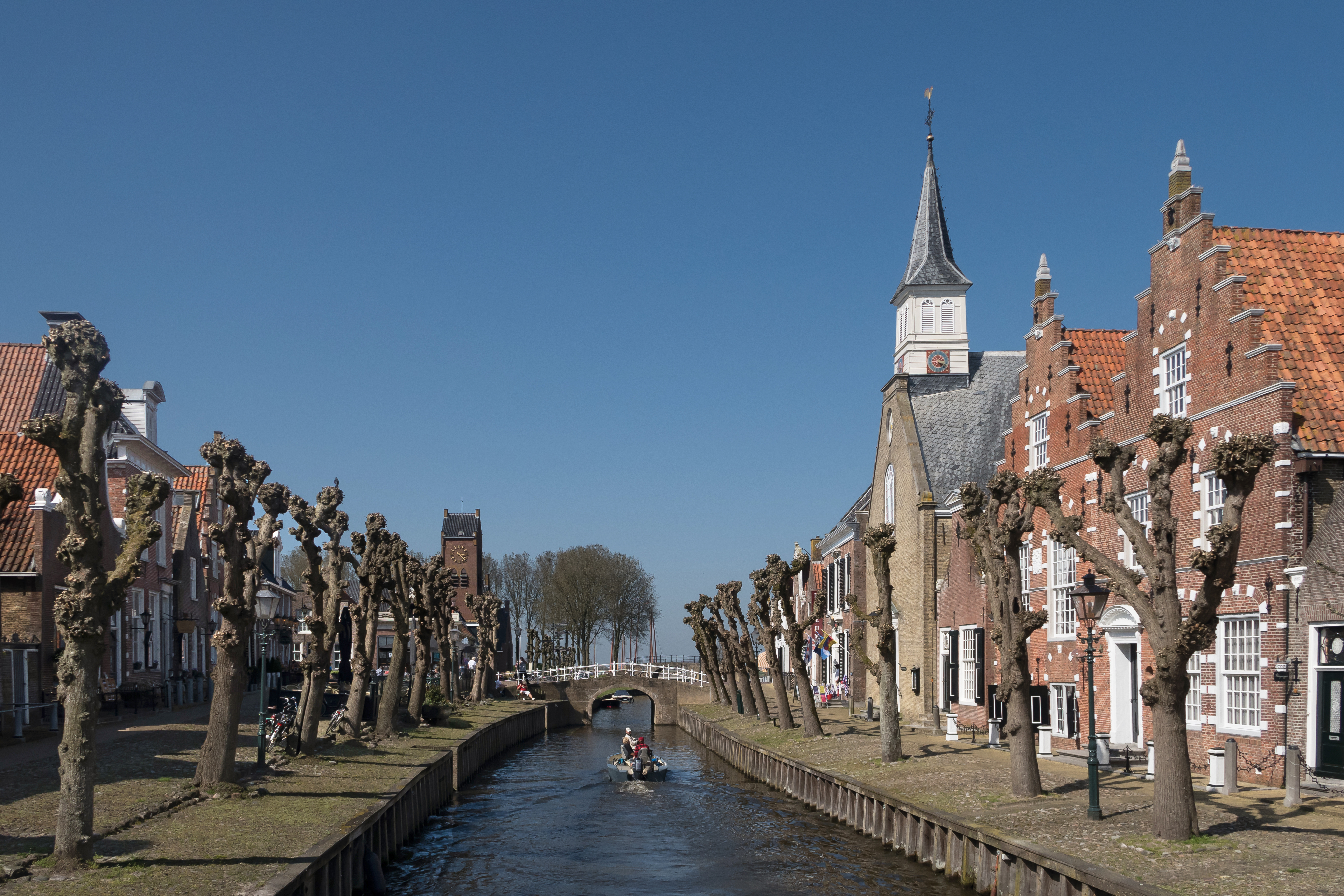
Sloten, Blick auf der Stadt mit reformierte Kirche
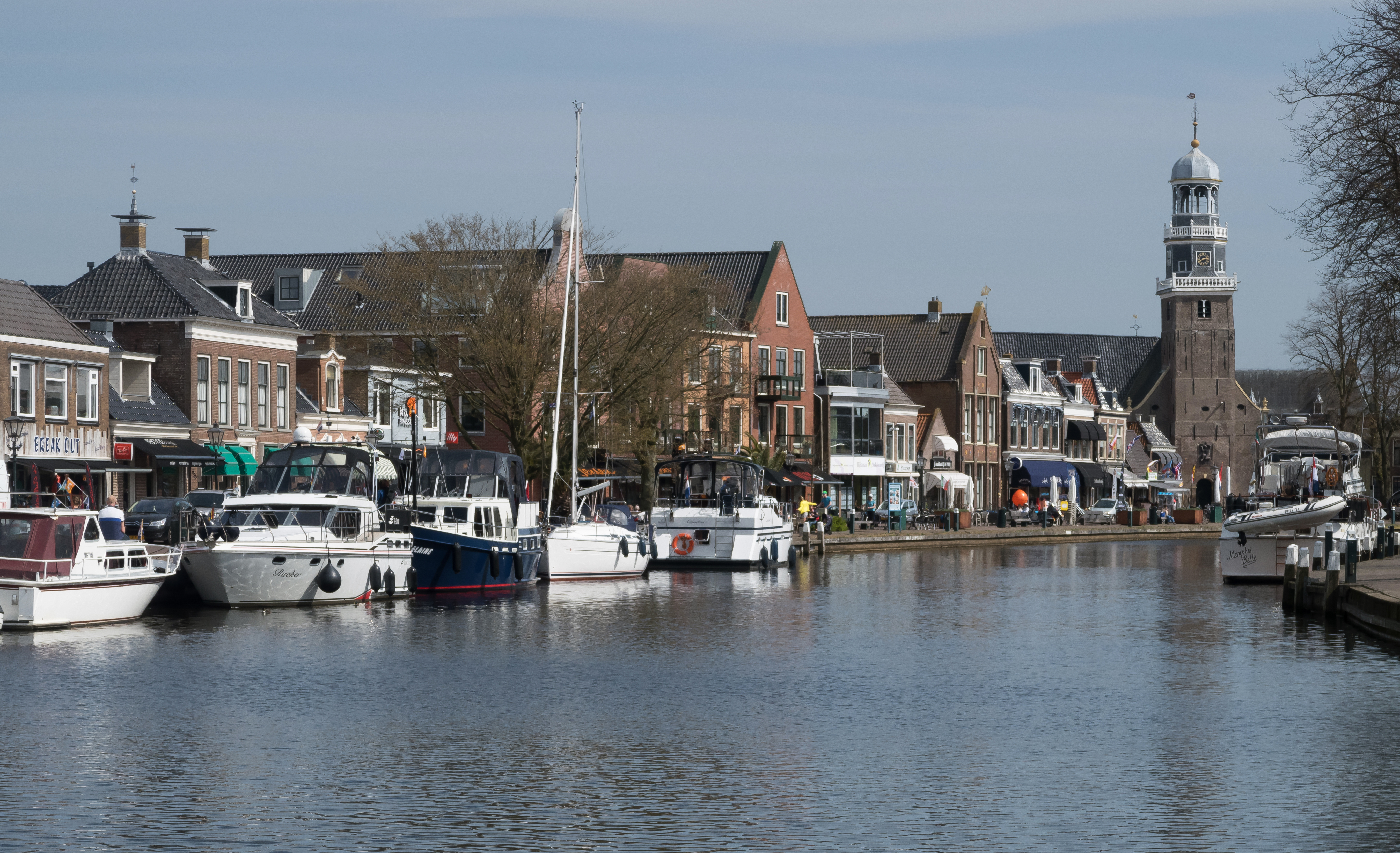
Lemmer, Blick auf eine Straße (de Kortestreek) von der Zugbrücke
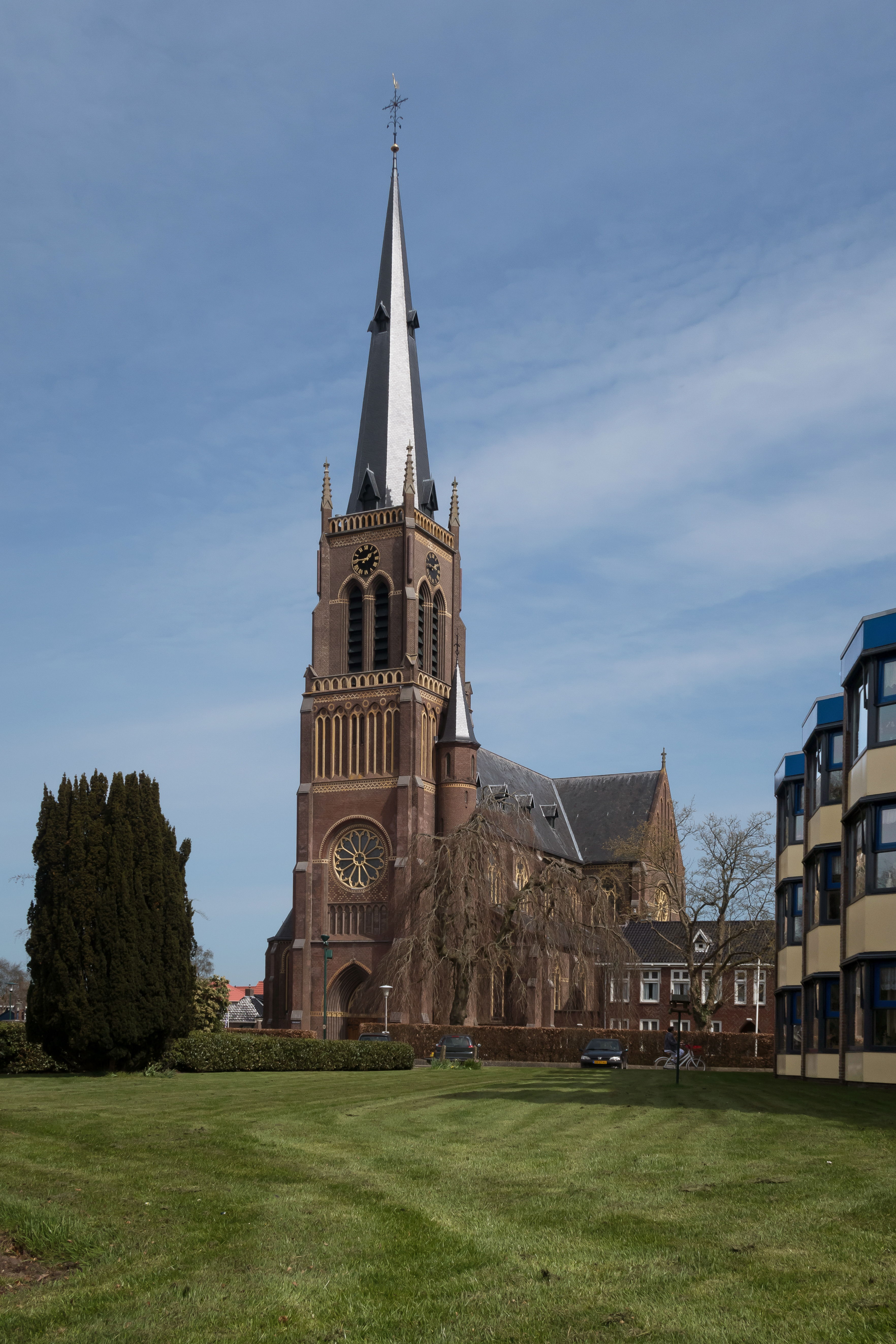
Sint Nicolaasga, Kirche: de Sint Nicolaaskerk
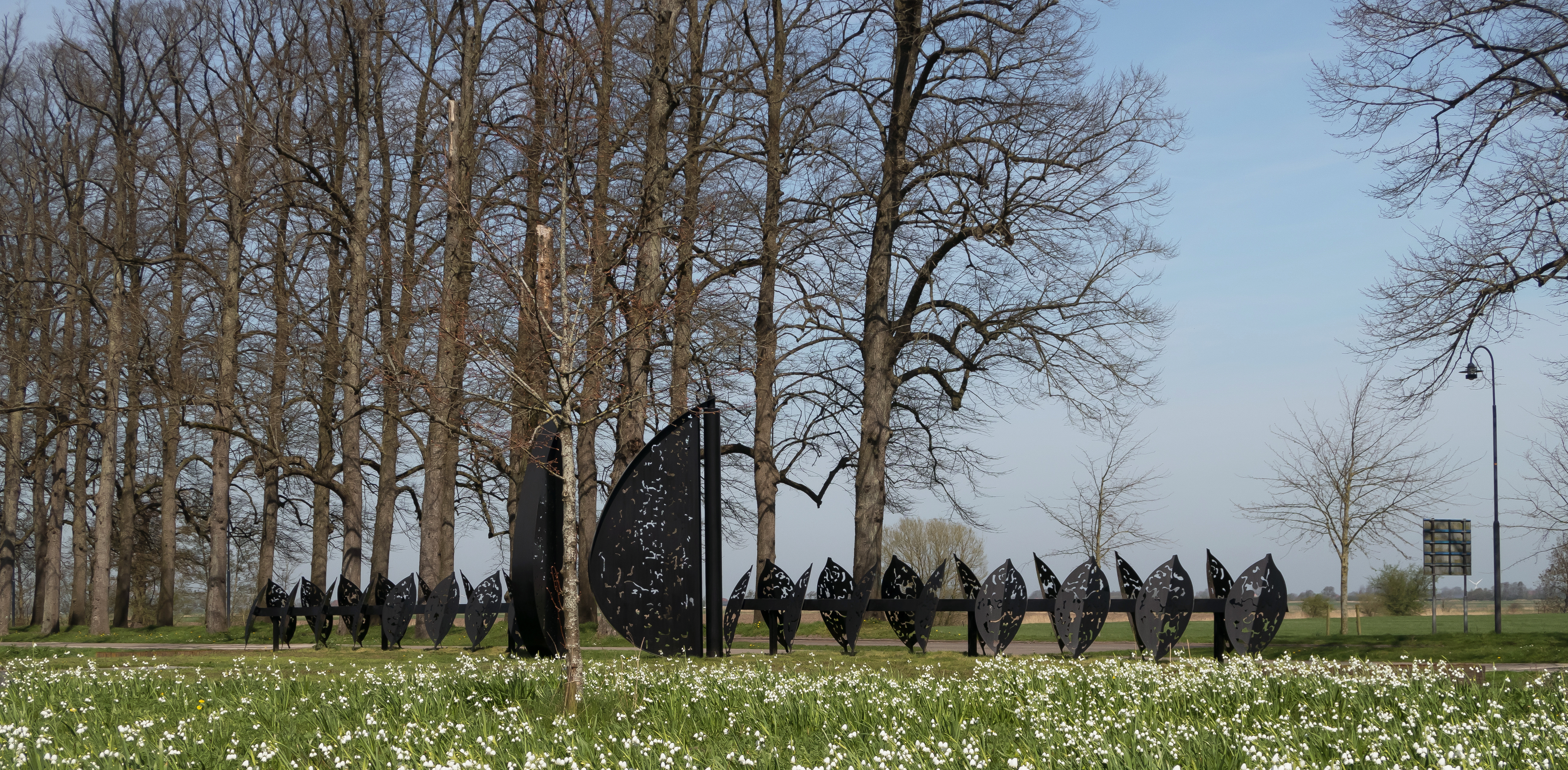
Rijs, das Eingangstor der Garten des Schlosses Rijs
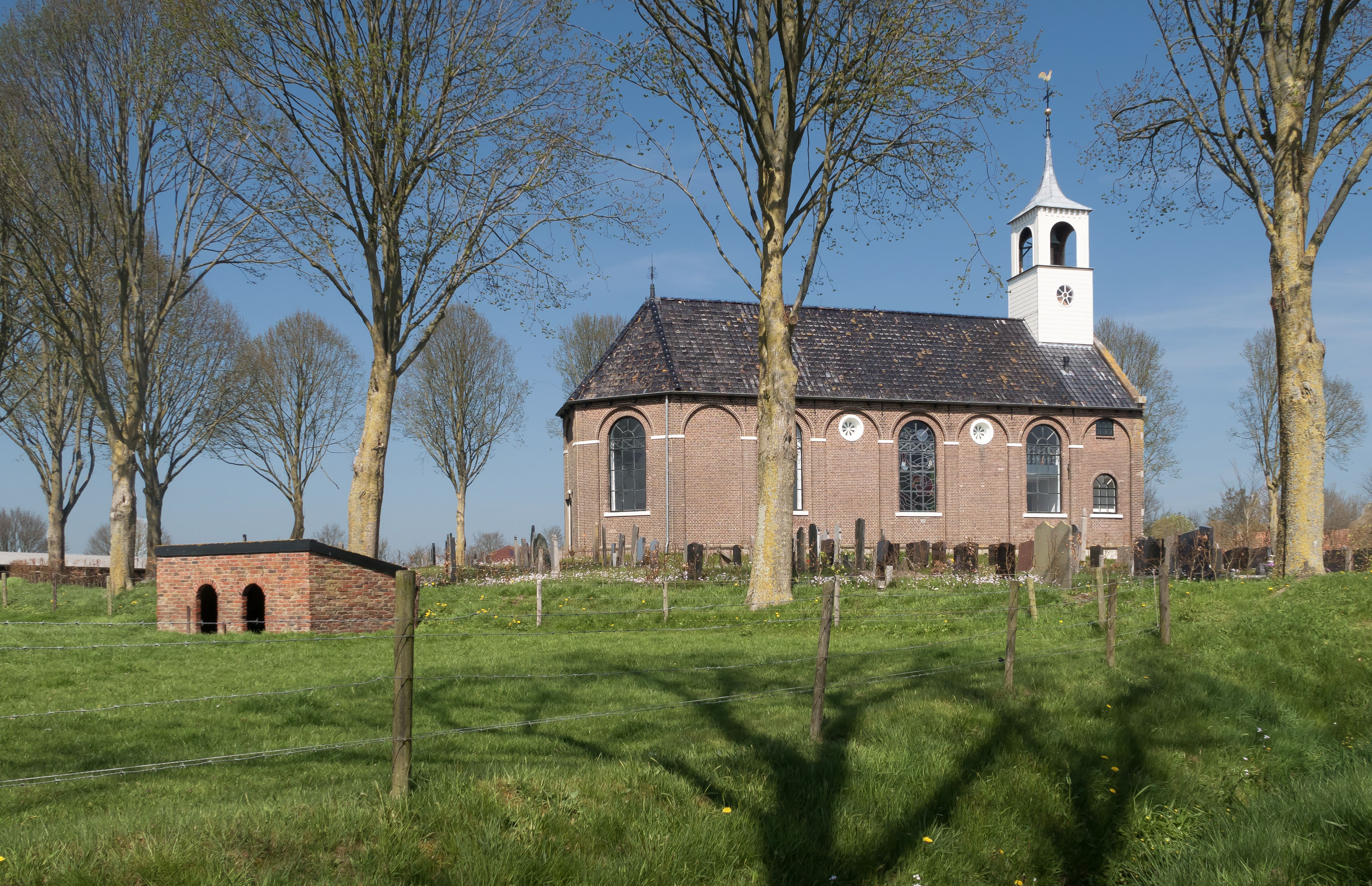
Sondel, die reformierte Kirche